# Platea (Pennsylvanie)
Platea est un borough situé à l'ouest de la partie centrale du comté d'Érié, en Pennsylvanie, aux États-Unis,. En 2010, il comptait une population de 430 habitants. Il est incorporé en 1870.

## Démographie
Lors du recensement de 2010, le borough comptait une population de 430 habitants. Elle est estimée, en 2019, à 420 habitants.

### Source de la traduction
- (en) Cet article est partiellement ou en totalité issu de l’article de Wikipédia en anglais intitulé « Platea, Pennsylvania » (voir la liste des auteurs).